# Borová (Zbraslavice)
Borová (německy Borowa) je malá vesnice, část obce Zbraslavice v okrese Kutná Hora. Nachází se 1,5 kilometru jižně od Zbraslavic. Borová leží v katastrálním území Útěšenovice o výměře 4,74 km².

## Historie
První písemná zmínka o vesnici pochází z roku 1741.